# Melybia thalamita
Melybia thalamita är en kräftdjursart som beskrevs av William Stimpson 1871. Melybia thalamita ingår i släktet Melybia och familjen Xanthidae. Inga underarter finns listade i Catalogue of Life.